# 三重短期大学
三重短期大学（日语：／ Mie Tanki Daigaku *），简称三重短，是一所位于日本三重县津市的公立短期大学。

## 概要

### 简介
- 短期大学为于1952年开办[1][2]、由津市经营[注 1][3]、为男女同校。

### 历史
- 1952年 三重短期大学成立并同时设置两个学科、以下列举[2]。
  - 法经科第二部
  - 家政科
- 1954年 服装专攻[注 2]成立于专科[4]。
- 1968年 校园迁到現在地。法経科第一部成立、家政科分离为两个专攻、以下列举[2]
  - 食物营养专攻
  - 服装专攻[注 2]（改名为家政专攻于1973年）
- 1991年 家政科改名为生活科学科、同时两个专攻改名为、以下列举[2]。
  - 家政专攻→生活科学专攻
  - 食物营养专攻→食物营养学专攻

### 宪章
- 请参看三重短期大学的标志（页面存档备份，存于） （日語） 2014年5月21日阅览。

## 学校环境
- 校区：在三重县津市

## 历任校长
- 东福寺一郎：现在短期大学校长[5]

## 著名人和有关人员
- 雨宫照雄
- 岩本勋
- 上野达彦
- 大町文卫
- 杉江荣一
- 濑岛顺一郎
- 竹添敦子
- 水谷规男
- 鹫田小弥太

## 组织

### 学科
- 法经科
  - 第一部
  - 第二部
- 生活科学科
  - 生活科学专攻
  - 食物营养学专攻

### 专科
| - 服装专攻 |

### 业余课程
| - 没有 |

### 附属机关
| - 图书馆 - 地区问题总合调查研究室成立于1984年 - 地区联合中心 |

## 知名校友

### 政治界
- 森本哲生
- 伊藤忠治
- 野名澄代
- 近藤康雄
- 胁四计夫